# Lanny Barnes
Pour les articles homonymes, voir Barnes.
Lanny Barnes est une biathlète américaine, née le 26 avril 1982 à Durango.

## Biographie
Aux Championnats du monde junior 2002, elle est médaillée d'argent en relais et médaillée de bronze sur l'individuel.
Elle fait ses débuts internationaux sénior en 2004.
Aux Jeux olympiques d'hiver de 2006, elle est 64e de l'individuel et 15e du relais.
Lors de la saison 2006-2007 de Coupe du monde, elle signe sa meilleure performance en carrière avec une 15e place sur l'individuel d'Östersund.
Aux Jeux olympiques d'hiver de 2010, elle est 23e de l'individuel, 78e du sprint et 17e du relais.
En 2014, elle participe à ses troisièmes Jeux olympiques. Elle n'était pourtant pas sélectionnée à l'origine, étant tombée malade durant la période des courses qualificatives. Elle doit finalement cette chance à sa sœur jumelle Tracy qui a décidé de laisser le ticket pour les Jeux de Sotchi à Lanny. Elle y est 63e de l'individuel. Ceci est sa dernière compétition internationale.

### Jeux olympiques
| Épreuve / Édition              | Individuel | Sprint | Poursuite | Mass start | Relais | Relais mixte                     |
| Jeux olympiques 2006 Turin     | 64e        | -      | -         | -          | 15e    | Épreuve inexistante à cette date |
| Jeux olympiques 2010 Vancouver | 23e        | 77e    | -         | -          | 16e    | Épreuve inexistante à cette date |
| Jeux olympiques 2014 Sotchi    | 63e        | -      | -         | -          | -      | -                                |

Légende :
- : pas d'épreuve
- - : Non disputée par Barnes

### Championnats du monde
| Mondiaux \ Épreuve | Individuel | Sprint   | Poursuite | Mass start | Relais   | Relais mixte |
| 2005 Hochfilzen    | 44e        | 80e      | -         | -          | 16e      | -            |
| 2006 Pokljuka      | JO Turin   | JO Turin | JO Turin  | JO Turin   | JO Turin | 18e          |
| 2007 Antholz       | 53e        | 40e      | 49e       | -          | DNS      | DNS          |
| 2008 Östersund     | 49e        | 63e      | -         | -          | 18e      | -            |
| 2009 Pyeongchang   | 42e        | 46e      | 39e       | -          | 10e      | -            |
| 2012 Ruhpolding    | 37e        | 67e      | -         | -          | 11e      | -            |

Légende :
- : pas d'épreuve
- - : Non disputée par Barnes

### Coupe du monde
- Meilleur classement général : 65e en 2007.
- Meilleur résultat individuel : 15e.

#### Classements en Coupe du monde
| Saison    | Classement général final | Individuel | Sprint | Poursuite | Mass start |
| 2001-2002 | nc                       | nc         | nc     | nc        |            |
|           |                          |            |        |           |            |
| 2003-2004 | nc                       |            | nc     | nc        |            |
| 2004-2005 | nc                       | nc         | nc     | nc        |            |
| 2005-2006 | nc                       | nc         | nc     |           |            |
| 2006-2007 | 65e                      | 43e        | nc     | nc        |            |
| 2007-2008 | nc                       | nc         | nc     |           |            |
| 2008-2009 | 92e                      | nc         | nc     | 78e       |            |
| 2009-2010 | 82e                      | 55e        | nc     | nc        |            |
|           |                          |            |        |           |            |
| 2011-2012 | 96e                      | 64e        | nc     |           |            |
| 2012-2013 | nc                       | nc         | nc     |           |            |
| 2013-2014 | nc                       | -          | nc     |           |            |